# بيرن (الهند)
بيرن هي المنطقة الحادية عشر في ناجالاند, ويحدها من الشمال منطقة كاتشار هيلز، منطقتي كاربي انجلونج وديمابور ديستركتت في الجزء الغربي. وفي جنوبها تقع مقاطعة تامينجلونج. معظم السكان ينتمون إلى قبائل.زيلينج وكوكي.
لم تنجح مدن كثيرة في الحفاظ على معالمها التاريخية تماماً كما نجحت مدينة بيرن، عاصمة سويسرا. فقد دخلت البلدة القديمة من مدينة بيرن في قائمة اليونسكو لمواقع التراث العالمي الثقافي وذلك بفضل أروقتها وممراتها المقنطرة بالأقواس التي تمتد لمسافة 6 كيلومترات. ويشير إليها السكان المحليين بوصفها 'لوبين' نظراً لأنها تعد من أهم ممرات التسوق المحمية من الظروف الجوية الخارجية في أوروبا.